# カノン (2016年の映画)
『カノン』は、2016年10月1日公開の日本映画。監督は雑賀俊朗、脚本は登坂恵里香が担当した。
2017年4月、第七回北京国際映画祭のコンペティション部門「天壇賞」日本代表として公式入選し、鈴木保奈美は授賞式プレゼンターに抜擢された。同年6月には、第二十回上海国際映画祭に公式部門や日本映画週間、ゴールドクレイン賞、最優秀作品賞、最優秀監督賞ノミネート、最優秀助演女優賞（鈴木保奈美）、審査員特別女優賞（佐々木希）を受賞した。また、同年9月には、中国のアカデミー賞である第二六回金鶏百花映画祭の国際映画部門で、最優秀賞(作品賞・監督賞・女優賞)の三冠を受賞した。その後、同年11月に、シルクロード映画祭の日本映画週間に招待された。

## あらすじ
祖母の葬儀で久々に再会した三姉妹。そこで初めて、亡くなったと聞かされていた母親が実は生きていたことを知る。母は父の死後女手一つで三姉妹を育てていたが、アルコール依存症となり入院を余儀なくされ、それ以降音信が途絶えていた。母の消息を掴んだ三姉妹は施設で暮らす母の元へと向かうが、アルコール性の若年性認知症を発症した母は娘たちのことを覚えていなかった。失意の中、母への怒りを募らせる三姉妹。しかしその足跡を辿るうちに、母が自分たちを捨てた本当の理由が少しずつ明らかになっていく。

## キャスト
- 岸本藍：比嘉愛未

岸本家次女。富山で小学校教師をしている。母の消息を辿るために率先して行動する。
- 宮沢(岸本)紫：ミムラ

岸本家長女。東京で専業主婦をしている。夫と二人の子供と幸せな家庭を築いているように見えるが、常に夫のモラハラに怯えている。
- 岸本茜：佐々木希

岸本家三女。金沢にある実家の料亭の若女将。料亭を継がず自由に生きている姉たちを羨ましく思っており、ストレスから酒に手を出している。
- 原島美津子：鈴木保奈美

三姉妹の母。夫の死後、女手一つで娘を育てようとしたが、夫を失った悲しみから酒に溺れ、アルコール依存症となり入退院を繰り返す。
- 岸本辰子：多岐川裕美

三姉妹の祖母。金沢の料亭で女将をしていた。才能もないのに絵ばかり描いている息子と美津子を疎ましく思いつつも、生まれた孫たちを溺愛している。
- 小出聡：桐山漣

藍の婚約者で市役所職員。藍を優しくサポートする。
- 宮沢和彦：長谷川朝晴

紫の夫。外面はいいが家ではモラハラ夫であり、出来のいい娘だけを溺愛し息子を虐待している。紫の家事育児の行き届かない些細な点をあげつらい反省文を書かせる。
- 小出妙子：古村比呂

聡の母。地元で喫茶店を営んでいる。
- 新井澄子：島田陽子

蒲鉾店の経営者。辰子と親交があり、その縁で美津子を雇用する。美津子のアルコール依存症を理解し従業員に周知していた。

## スタッフ
- 監督：雑賀俊朗
- 脚本：登坂恵里香
- エグゼクティブプロデューサー：及川次雄
- プロデューサー：藤田修、河野優、岡本圭三、葛西美保
- Coプロデューサー：藤原慎二、Johnny・B、平山広幸
- アソシエイトプロデューサー：櫻庭寛、村田徹
- 撮影：出口朝彦
- 照明：金子拓矢
- 録音：田中博信
- 美術：津留啓亮
- 編集：小原聡子
- 音楽：嶋崎宏
- 主題歌：渡梓：「セピア」（ヤマハミュージックコミュニケーションズ）
- 製作：「カノン」製作委員会（サーフ・エンターテイメント、コンセプトフイルム、アトラス・ディー、ハビッツ、TAOエンターテイメント、KADOKAWA、山﨑住産、PE＆HR、北日本新聞、富山テレビ放送、テレビ埼玉、千葉テレビ放送、石川テレビ放送、ビデオフォーカス、フェローズ、アンジュ、アイピーシー）
- 企画・制作プロダクション：サーフ・エンターテイメント
- 配給：KADOKAWA

## テレビ放送
| 放送局       | 放送枠     | 放送日         | 放送時間      | 放送分 | 視聴率 |
| ------------ | ---------- | -------------- | ------------- | ------ | ------ |
| テレビ埼玉   | （枠なし） | 2019年12月31日 | 23:00 - 25:15 | 135分  | -%     |
| ミヤギテレビ | 映画の王様 | 2024年4月27日  | 24:55 - 27:16 | 141分  | -%     |